# Kristine Aas
Kristine Aas (nacida Kristine Colban, Bø i Vesterålen, 1 de marzo de 1791-Christiania, 17 de diciembre de 1838) fue una artista y filántropa noruega conocida también como Stine Aas.

## Biografía
Fue hija del rector/sacerdote Erik Andreas Colban (25 de diciembre de 1760-26 de octubre de 1828) cuya familia se estableció em Bo i Vesterålen en 1787, aunque ella se crio en Kabelvåg. En 1817 se casó con el magistrado y regidor Johannes Henriksen Aas (1770 - 5 de febrero de 1822) con el que tuvo una hija llamada Maren Magdalena (1820-1900). 
Después de la muerte de su marido se trasladó a Trondheim y fundó el primer centro de rescate infantil de Noruega. También estuvo involucrada la creación del orfanato de Grønland 28 de Oslo en 1838, que funcionó hasta 1982.
Kristine pintó, dibujó y compuso obras musicales, siendo su principal contribución a las artes la canción En sang om den nordlandske bondestand (una canción sobre el campesinado nórdico) cuyo texto apareció el 17 de marzo de 1832 en la revista Finmarkens Amtstidende en Vardo; la canción fue interpretada por Ludvig Mathias Lindeman en su Ældre Nyere og Norske Fjeldmelodier. También se le atribuye autoría a Æ kan saa mang de 1832.